# إيمي جاكيه
إيمي جاكيه (بالفرنسية: Aimé Jacquet)‏ (27 نوفمبر 1941 في لوار) لاعب كرة قدم فرنسي سابق ومدرب منتخب فرنسا الحائز على بطولة كأس العالم 1998 .

## السيرة الذاتية
ولد إيمي جاكيه في مقاطعة لوار الفرنسية . بدأ مسيرته الرياضية لاعبا هاويا في صفوف الفريق المحلي كوزان في الفترة المسائية بينما كان يعمل صباحا في المصنع . أرسل مسئولو نادي سانت إتيان كاشفو المواهب للتأكد من مستواه وأدائه وبعدما أذهلهم انضم إليهم في سنة 1959 ووقع على أول عقد احترافي في سنة 1961 . خلال وجوده في نادي سانت إتيان استطاع صنع شهرة كبيرة بقيادته للفريق لتحقيق 5 بطولات دوري درجة أولى و3 بطولات كأس فرنسا في خلال 11 سنة أمضاها في النادي . أيضا لعب لصالح منتخب فرنسا ولكنه لم يستطع أن يبهر الجميع بسبب تواضع مستويات المنتخب الفرنسي في تلك الفترة . في سنة 1973 قرر مغادرة نادي سانت إتيان إلى غريمه نادي ليون وفي هذا النادي الأخير أنهى مسيرته الرياضية كلاعب .

### المدرب الأسطورة
قام جاكيه بتدريب نادي ليون مباشرة بعد اعتزاله مما أكسبه بعض الخبرة التي استثمرها في تطوير نادي بوردو في حقبة الثمانينات حيث قادهم لتحقيق بطولة دوري الدرجة الأولى 3 مرات، بطولتين كأس فرنسا، والوصول إلى الدور النصف النهائي في البطولات الأوروبية ومرة واحدة إلى الدور الربع النهائي . قرر جاكيه ترك نادي بوردو بعد خلافه مع رئيس النادي كلود بيز وقرر أن يجرب مهاراته التدريبية في أندية متواضعة مثل مونبلييه ونانسي .
في سنة 1991 وافق على الانضمام إلى المركز الوطني التقني .
في سنة 1992 تم تعيينه مساعدا لمدرب منتخب فرنسا آنذاك جيرارد هولييه .
بعدما فشل منتخب فرنسا في التأهل إلى نهائيات كأس العالم 1994 التي أقيمت في الولايات المتحدة الأمريكية على حساب منتخب بلغاريا فقد تم اختيار جاكيه ليكون مدربا جديدا للمنتخب الفرنسي بصفة مؤقتة إلى أن يثبت جدارته من خلال المباريات الدولية الودية التي سيقود فيها المنتخب . نتيجة لتحقيق العديد من النتائج الإيجابية أبرزها التغلب على منتخب إيطاليا في عقر داره مدينة نابولي في فبراير 1994 فإن الاتحاد الفرنسي لكرة القدم قرر تثبيت جاكيه في منصبه .
قرر جاكيه اختيار إريك كانتونا قائدا لمنتخب فرنسا وأن يكون صانع ألعاب المنتخب الجديد خصوصا أنه نجح في التألق في الملاعب الإنجليزية في صفوف فريق مانشستر يونايتد . ولكن بسبب الحادثة الشهيرة بركله أحد مشجعي نادي كريستال بالاس في يناير 1995 فقد تم توقيفه لمدة طويلة .
بسبب أن كانتونا كان صانع ألعاب المنتخب فقد اضطر جاكيه إلى القيام بتغييرات كبيرة في طريقة اللعب وقرر تجديد دماء منتخب فرنسا بدعوة لاعبين شبان أمثال زين الدين زيدان وآخرون وفي المقابل الاستغناء عن اللاعبين المخضرمين كانتونا، دافيد جينولا ، وجان بيير بابان . قرار جاكيه الأخير جعل مشجعي منتخب فرنسا يعضون أصابع الندم على اختياره لتدريب منتخبهم ولكنه نجح في التأهل إلى نهائيات بطولة كأس الأمم الأوروبية 1996 التي أقيمت في إنجلترا .
في البطولة الأوروبية استطاع جاكيه قيادة منتخب فرنسا للتأهل إلى الدور النصف النهائي من دون وجود اللاعبين النجوم أمثال بابان، جينولا، وكانتونا . وصرح جاكيه أن منتخب فرنسا لا يحتاج إلى خدمات كانتونا وهو سيجدد الثقة في مجموعة اللاعبين المتواجدين معه حاليا .

### من الشك إلى النصر
بعد مضي عدة أشهر من نهاية بطولة كأس الأمم الأوروبية 1996 خاض منتخب فرنسا عدة مباريات دولية ودية وانتهج خطط دفاعية بحتة وجعل المشجعين يخشون على مستقبل المنتخب في بطولة كأس العالم 1998 التي ستتم استضافتها من قبلهم ويعود السبب إلى عدم مشاهدتهم لمنتخب فرنسا يلعب بغير الخطط الهجومية . بدأت وسائل الإعلام الرياضية بانتقاد جاكيه بكثرة واتهامه باستخدام أساليب لعب منتهية الصلاحية وأن لا أمل في تحقيق بطولة كأس العالم بالمرة . جاكيه قرر أن يتمسك بخططه التدريبية وأن لا يغيرها مهما كان الهجوم عليه مفضلا التركيز على لاعبي المنتخب بدلا من الرد على وسائل الإعلام الرياضية .
في يونيو 1997 شارك منتخب فرنسا في دورة دولية ودية على أرضه بالمشاركة مع منتخبات البرازيل ، إنجلترا ، وإيطاليا وفي المباريات الثلاث طالب المشجعون بصوت عالي مسموع باستقالة جاكيه من منصبه بسبب احتلال منتخب فرنسا المركز الأخير في هذه الدورة .
وصلت ذروة انتقادات وسائل الإعلام الرياضية لجاكيه في مايو 1998 عندما استدعى 28 لاعبا بدلا من 22 لاعبا للمشاركة في بطولة كأس العالم مما دعا صحيفة ليكيب الرياضية الشهيرة إلى الكتابة بأن جاكيه لم يكن الرجل المناسب في المكان المناسب .
على الرغم من ذلك فقد تغيرت تصرفات وسائل الإعلام الرياضية مع جاكيه مع بداية بطولة كأس العالم . بدا المنتخب الفرنسي من خلال مباريات دور المجموعات الأول أنه لا يمت بصلة بمنتخب فرنسا الرائع في حقبة الثمانينات . في 12 يوليو 1998 استطاع منتخب فرنسا التغلب على حامل اللقب منتخب البرازيل 3-0 في المباراة النهائية لبطولة كأس العالم . مفتاح الفوز بهذه المباراة كان تركز جاكيه بتوجيه لاعبيه على التمركز الجيد أثناء تنفيذ الركلات الثابتة ضد منتخب البرازيل لأن لاعبيه لا يستطيعون التمركز جيدا . وبالفعل استطاع زيدان تسجيل هدفين من ركلتين ركنيتين بتسديدتين رأسيتين .
في ليلة الانتصار أعلن جاكيه أنه قرر اعتزال مهنة التدريب نهائيا وقرر التركيز في المشاركة في المركز الوطني التقني الذي استمر فيه حتى سنة 2006 عندما قدم استقالته منه نهائيا . وخلفه في مركزه أولا جان بيير مورلانز ثم جيرارد هولييه .

## الألقاب
كلاعب
- بطولة دوري الدرجة الأولى الفرنسي : 1964 ، 1967 ، 1968 ، 1969 ، 1970 .
- بطولة كأس فرنسا : 1962 ، 1968 ، 1970 .

كمدرب
- بطولة دوري الدرجة الأولى : 1984 ، 1985 ، 1987 .
- بطولة كأس فرنسا : 1986 ، 1987 .
- بطولة كأس العالم : 1998 .

## روابط خارجية
- إيمي جاكيه على موقع ميوزك برينز (الإنجليزية)
- إيمي جاكيه على موقع الاتحاد الدولي (مؤرشف)  (الإنجليزية)
- إيمي جاكيه على موقع قاعدة بيانات كرة القدم.إي يو (الإنجليزية)
- إيمي جاكيه على موقع ناشيونال فوتبول تيمز (الإنجليزية)